# Saint-Denis-sur-Richelieu
Saint-Denis-sur-Richelieu, antes llamada Saint-Denis-de-la-Rivière-Chambly y Saint-Denis, es un municipio de la provincia de Quebec en Canadá. Es una de las ciudades pertenecientes al municipio regional de condado de La Vallée-du-Richelieu y, a su vez, a la región de Montérégie-Est en Montérégie.

## Geografía

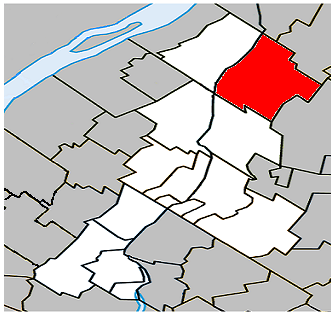
Ubicación de Saint-Denis-sur-Richelieu en La Vallée-du-Richelieu.

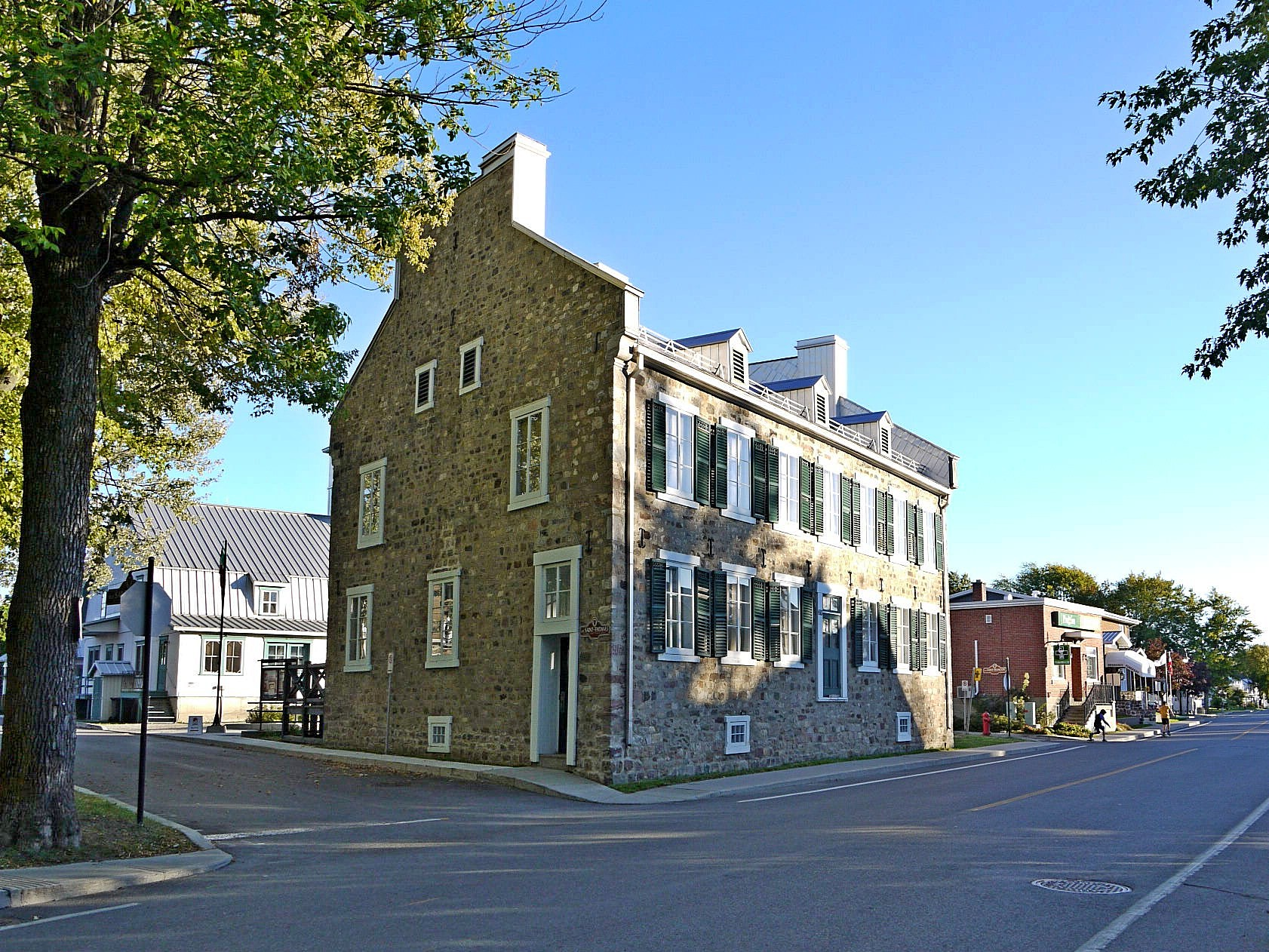
Casa Masse

El territorio de Saint-Denis-sur-Richelieu está ubicado entre Saint-Ours y Saint-Bernard-de-Michaudville al norte, La Présentation al este, Saint-Charles-sur-Richelieu al sur, Saint-Marc-sur-Richelieu al suroeste así como Saint-Antoine-sur-Richelieu al oeste. Está situado a igual distancia de las tres ciudades de Montreal, Sorel y Saint-Hyacinthe. Tiene una superficie total de 86,28 km² cuyos 84,27 km² son tierra firme. Saint-Marc-sur-Richelieu está ubicado por la orilla derecha del río Richelieu en la planicie de San Lorenzo.

## Historia

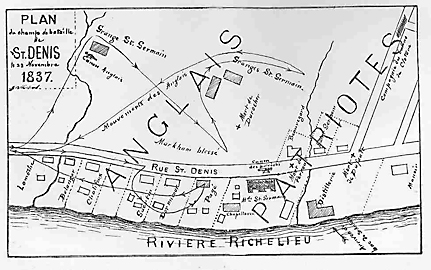
Plano de la batalla de Saint-Denis el 23 de noviembre de 1837

En 1694, el señorío de Saint-Denis fue concedido a Louis de Gannes de Falaise (1658-1714) que le dio este nombre en honor de su esposa Barbe Denys de La Trinité (1652-hacia 1695). En 1740, en Nueva Francia, fue fundada la parroquia católica de Saint-Denis-de-la-Rivière-Chambly  y dispuso de un sacerdote desde su fundación. En 1757, el intendente de Nueva Francia François Bigot autorizó la implantación del pueblo de Saint-Denis.
La oficialización canónica de la parroquia sobrevino mucho más tarde, en 1832. El primer municipio cuyo nombre fue Saint-Denis fue creado en 1835. La administración británica de Bajo Canada incendió y destruyó el pueblo así como muchas granjas en noviembre de 1837. 
El primer municipio de Saint-Denis fue creado en 1835 pero, como todos los primeros municipios en Quebec, fue abolido en 1847. En la creación de los municipios actuales en Quebec en 1855, el municipio de parroquia fue nombrado Saint-Denis también. El municipio de pueblo de Saint-Denis fue creado por escisión en 1903. El municipio actual fue formado en 1997 por la unión del municipio de parroquia de Saint-Denis y el municipio de pueblo de Saint-Denis.

## Política
El alcalde está Jacques Villemaire. El consejo municipal de seis miembros está elegido sin división territorial. El municipio está incluso de las circunscripciones electorales de Borduas a nivel provincial y de Verchères-Les Patriotes a nivel federal.

## Demografía
Según el censo de 2011, había 2285 personas residiendo en este municipio (llamadas Dionysiens y Dionysiennes (en francés)) con una densidad de población de 26,9 hab./km². Los datos del censo mostraron que de las 2243 personas censadas en 2006, en 2011 hubo un aumento de 42 habitantes (+1,9 %). El número total de inmuebles particulares resultó de 992. El número total de viviendas particulares que se encontraban ocupadas por residentes habituales fue de 959.

## Cultura
Saint-Denis-sur-Richelieu fue objeto de la obra del sociólogo americano Horace Miner, (en inglés) St. Denis, A French Canadian Parish (Chicago, 1939), así como mochos artículos antes. La novela escribía por Marie-Claire Daveluy en 1940, (en francés) Le Richelieu héroïque. Les jours tragiques de 1837 , se desarrolla en Saint-Denis-sur-Richelieu.